# Mejîricicea, Sokal
Mejîricicea (în ucraineană Межиріччя) este localitatea de reședință a comunei Mejîricicea din raionul Sokal, regiunea Liov, Ucraina.

## Demografie
Componența lingvistică a localității Mejîricicea
     Ucraineană (99,26%)
     Alte limbi (0,64%)
Conform recensământului din 2001, majoritatea populației localității Mejîricicea era vorbitoare de ucraineană (99,26%), existând în minoritate și vorbitori de alte limbi.